# Quispicânchi (província)
Quispicânchi é uma província do Peru localizada na região de Cusco. Sua capital é a cidade de Urcos.

## Distritos da província
- Andahuaylillas
- Camanti
- Ccarhuayo
- Ccatca
- Cusipata
- Huaro
- Lucre
- Marcapata
- Ocongate
- Oropesa
- Quiquijana
- Urcos